# モハーヴィ3
モハーヴィ3（Mojave 3）は、イギリスのバンド。1995年、スロウダイヴ解散後のメンバー3人（ニール・ハルステッド、レイチェル・ゴスウェル、イアン・マカッチョン）によって結成された。ファースト・アルバムのリリース後にアラン・フォレスターと、元チャプターハウスのサイモン・ロウが加入した。
2008年のインタビューでハルステッドは、バンドは活動休止中としながらも近い将来アルバムをもう1枚出したいと語っている。2011年にはバンド・オブ・ホーセズのギグにサポートとして出演した。マカッチョンはバンド休止後、自身のバンド、The Loose Saluteを結成し活動している。

## ディスコグラフィ

### アルバム
- Ask Me Tomorrow (1995年)
- 『アウト・オブ・チューン』 - Out of Tune (1998年)
- 『エクスキュージズ・フォー・トラヴェラーズ』 - Excuses for Travellers (2000年)
- Spoon and Rafter (2003年)
- Puzzles Like You (2006年)

### シングル、EP
- "Who Do You Love" (1998年)
- "Some Kinda Angel" (1998年)
- "In Love with a View" (2000年)
- "Any Day Will Be Fine" (2000年)
- "Return to Sender" (2000年)
- "Breaking the Ice" (2006年)
- "Puzzles Like You" (2006年)